# Tjeerd Bomhof
Tjeerd Bomhof (Amsterdam, 20 maart 1978), ook bekend onder het pseudoniem Dazzled Kid, is de zanger en gitarist van de Nederlandse rockband Voicst.

## Biografie
Bomhof werd geboren en groeide op in Amsterdam. Zijn vader was humanistisch raadsman, zijn moeder overleed toen hij 18 was. Hij begon al vroeg met muziek maken. Op zijn tiende speelde hij al met vrienden in een bandje. Op zijn twaalfde bezocht hij voor het eerst Paradiso en toen hij veertien was begon hij een band die later Voicst zou gaan heten.
Sinds de bandleden van Voicst besloten hebben tijdelijk andere projecten voorrang te geven over Voicst gaat Bomhof door het leven als soloartiest onder het pseudoniem Dazzled Kid. Deze naam, afkomstig van het debuutalbum 11-11 van Voicst, gebruikte hij al eerder voor het nummer "Twist Your Nipples", dat hij in samenwerking met dj-producer Adam Bratt maakte. Het soloproject van Tjeerd heeft zich ontwikkeld tot het album Fire Needs Air dat verscheen op 28 januari 2011.

### Voicst
Voicst (Zuid-Afrikaanse naam voor manische energie) begon in 2001 – na een kortstondig bestaan op de middelbare school in 1996. Lange tijd leek het erop dat ze net als veel andere bands de Amsterdamse scene niet zouden ontstijgen. Maar in 2004 kwam hun doorbraak met het debuutalbum 11-11, opgenomen in New York met producer Eli Janney, tevens bassist van Girls Against Boys. De single Whatever You Want From Life werd een radiohitje en werd gebruikt in Heinekenreclame en in het computerspel 2006 FIFA World Cup.

## Discografie

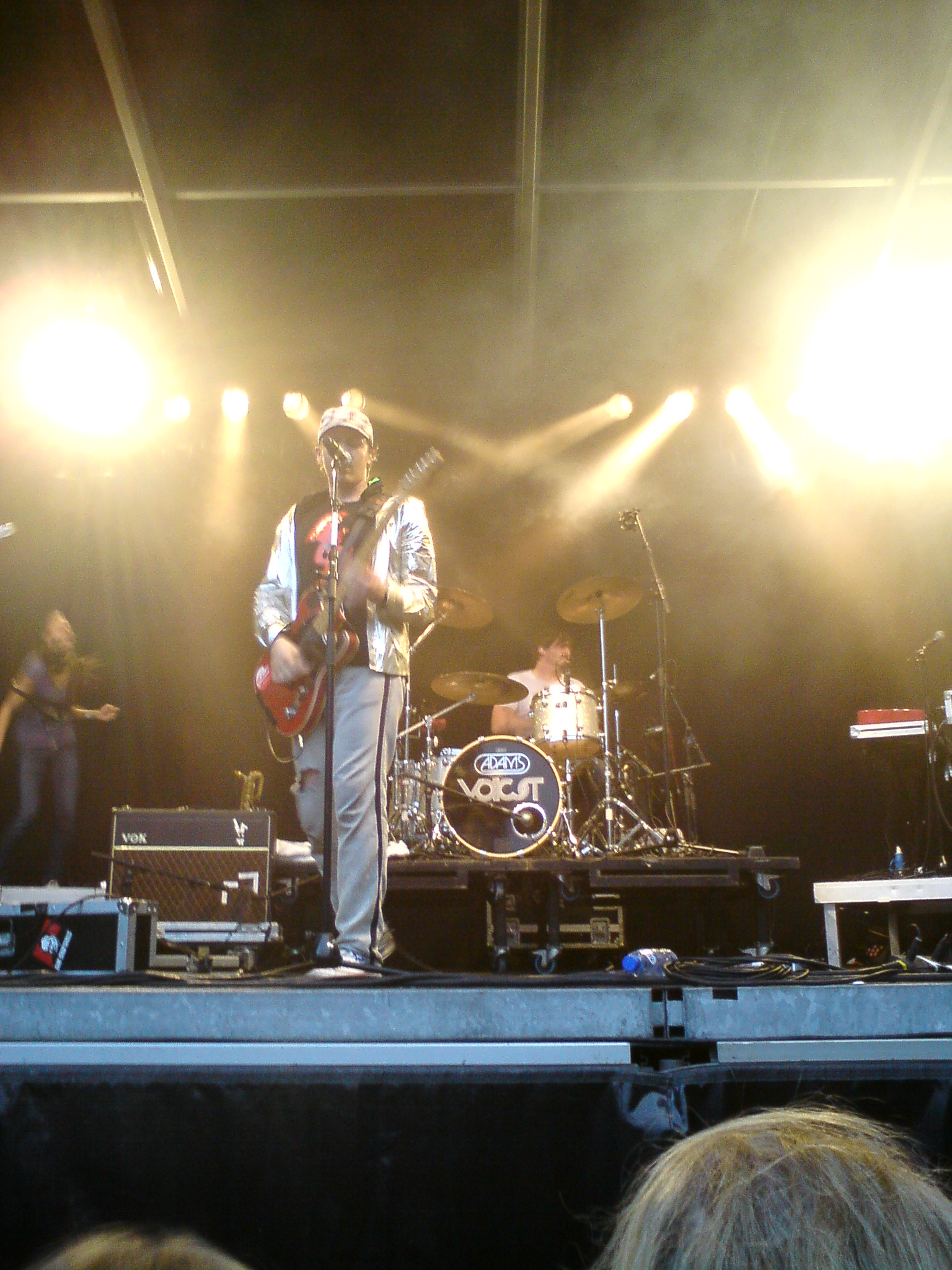
Bomhof live op Werfpop in het Leidse Hout te Leiden op 12 juli 2009.

Zie ook discografie Voicst.
| Album met eventuele hitnotering(en) in de Nederlandse Album Top 100 | Datum van verschijnen | Datum van binnenkomst | Hoogste positie | Aantal weken | Opmerkingen     |
| ------------------------------------------------------------------- | --------------------- | --------------------- | --------------- | ------------ | --------------- |
| Fire needs air                                                      | 28-01-2011            | 05-02-2011            | 14              | 9            | als Dazzled Kid |

### Singles
| Single met eventuele hitnotering(en) in de Nederlandse Top 40 | Datum van verschijnen | Datum van binnenkomst | Hoogste positie | Aantal weken | Opmerkingen                                |
| ------------------------------------------------------------- | --------------------- | --------------------- | --------------- | ------------ | ------------------------------------------ |
| Embrace                                                       | 2011                  | 08-01-2011            | tip10           | -            | als Dazzled Kid / #75 in de Single Top 100 |
| Yes, no, maybe                                                | 2011                  | 16-04-2011            | tip6            | -            | als Dazzled Kid                            |